# 上米歇尔巴赫
上米歇尔巴赫是德国巴伐利亚州的一个市镇。总面积9.28平方公里，总人口3145人，其中男性1574人，女性1571人（2011年12月31日），人口密度339人/平方公里。